# VdB 4
vdB 4 est une petite nébuleuse par réflexion, visible dans la constellation de Cassiopée.
Elle est facilement identifiable grâce à la présence des étoiles brillantes γ Cassiopeiae et κ Cassiopeiae. À mi-chemin entre les deux se trouve l'amas ouvert NGC 225, qui sur son côté nord-ouest montre une étoile enveloppée dans la nébulosité de vdB 4. L'étoile est cataloguée comme HIP 3401 (ou DB+61° 154) et est une étoile bleu-blanc de la séquence principale Be de Herbig, ce qui donne à la nébuleuse une couleur nettement bleutée.
vdB 4 est la partie éclairée d'un grand complexe de nébuleuses obscures connu sous le nom de LDN 1297, qui s'étend particulièrement vers le nord-ouest, où se trouve la plus grande concentration, et vers le sud-est, sur le fond de l'amas ouvert. Selon une étude de 2006, le nuage et l'amas seraient directement liés : au sein de l'amas, en effet, plusieurs étoiles à émission Hα sont connues, ainsi qu'un bon nombre d'étoiles Ae/Be de Herbig, dont HIP 3401. Si ces étoiles appartiennent à l’amas, il est possible de dater l’amas à un âge inférieur à 10 millions d’années. En utilisant des mesures de parallaxe du satellite Hipparcos, la distance de l'étoile centrale de la nébuleuse a été estimée à environ 980 années-lumière du système solaire. Une étude précédente avait plutôt exclu une relation entre la nébuleuse et les jeunes étoiles qui lui étaient associées et l'amas, indiquant l'âge de ce dernier à environ 120 millions d'années.